# Station Staakte
Station Staakte is een voormalig spoorwegstation aan spoorlijn 59 (Antwerpen (stad)-Gent) in Lokeren. Het station bevond zich aan het gehucht Het Lammeken nabij Staakte, tussen de Eekstraat en Bormtestraat.
Bokselaar · Daknam · Dender & Waas · Eksaarde · Lokeren · Lokeren-Oost · Staakte · Zeveneken
0,0: Antwerpen-Berchem ·
4,0: Antwerpen-Zuid ·
7,0: Antwerpen-Linkeroever ·
9,1: Zwijndrecht ·
10,1: Zwijndrecht-Fort ·
12,1: Melsele ·
14,0: Beveren ·
15,1: Haasdonk ·
18,5: Westakkers ·
19,5: Nieuwkerken-Waas ·
22,7: Sint-Niklaas ·
25,3: Sint-Niklaas-West ·
26,2: Valk ·
27,1: Belsele ·
28,7: Sinaai ·
32,0: Heiken ·
35,7: Lokeren ·
38,4: Staakte ·
41,5: Zeveneken ·
43,6: Beervelde ·
46,8: Lochristi ·
49,5: Destelbergen ·
51,2: Westveld ·
53,0: Oostakker ·
?: Gent-Waas ·
55,8: Gent-Dampoort